# Naoki Monma
Naoki Monma (ur. 21 kwietnia 1986) – japoński zapaśnik w stylu wolnym. Brązowy medalista mistrzostw Azji w 2012 i akademickich mistrzostw świata w 2008 roku.